# Pseudocercospora wedeliae
Pseudocercospora wedeliae är en svampart som först beskrevs av A.K. Kar & M. Mandal, och fick sitt nu gällande namn av Deighton 1976. Pseudocercospora wedeliae ingår i släktet Pseudocercospora och familjen Mycosphaerellaceae.   Inga underarter finns listade i Catalogue of Life.